# Хлоповский, Владимир Борисович
Хлопо́вский Владимир Борисович  (род. 16 ноября 1962, Москва, СССР) — российский гитарист, композитор, продюсер, педагог.
Основатель Музыкальной гостиной Хлоповского.

## Биография
Потомственный музыкант . Родился в семье известного русского гитариста Бориса Павловича Хлоповского (1938—1988) и педагога классической гитары, деятеля культуры Татьяны Григорьевны Хлоповской (1936—2008).
С раннего детства Владимир обнаружил незаурядные музыкальные способности, уже с девяти лет выступая на сцене; в репертуаре молодого музыканта фортепианная музыка Баха, Грига, Щедрина.
В 13 лет Владимир — лауреат второй премии конкурса молодых пианистов среди музыкальных школ московской области. На третьем туре музыкант исполнил «Бассо Остинато» Р. Щедрина.
Параллельно с фортепиано Владимир виртуозно владеет классической гитарой и решает продолжать свою карьеру как гитарист.
В 1981 году окончил Академическое музыкальное училище при Московской государственной консерватории имени П. И. Чайковского, класс гитары Иванова-Крамского Н.А., далее Российскую академию музыки имени Гнесиных, класс гитары Фраучи А. К. и Высшую музыкальную школу г. Любек (Германия), класс гитары Айгнер А.

Vladimir Khlopovsky was noticed by soviet composer Gennady Gladkov when he was six years old and won second prize at a Moscow piano competition aged 13. However, Vladimir went on to study guitar at the Moscow Conservatory college, graduated onto Gnesin’s Music Academy and then in the early 1990s, took his postgraduate in Lübeck, which was the music Mecca when Zakhar Bron comes to mentor, bringing many brilliant students including Vladimir with him, rocking and raising the musical life of Europe to a new level. Vladimir performs in ensemble with such luminaries as Zakhar Bron, Berent Korfker and Valery Oistrakh.
At the turn of the millennium, Vladimir teaches guitar at Gnesin’s Music Academy and starts concentrating on recording, producing movie soundtracks and experimenting with electronic musicians and DJs. In 2002, Vladimir and Ilya are amongst those who establish Déjà vu Records, which goes on to be the best electronic label in Russia, receiving multiple awards. A few years later, the pair move on to create Rombida Records and a post production facility for movies.
  Since recording Pyramid Paradigm, Vladimir has embarked on a classical music tour of the United States and Europe, playing in California, Nevada, New York, Montenegro, Cyprus, Russia, Germany. His latest solo album is being mixed and prepared for release in both digital and vinyl formats— Sophie Sweatman. Aardvark Records
С 1987 по 1990 — солист Национального театра фольклорной музыки Назарова В. В.
С 1990 по 2000 — концертная жизнь в странах Европы. В сольных программах музыканта музыка: Баха, Вайсса, Вила-Лобоса, Кастельнуово-Тедеско, Чайковского.
Помимо сольной карьеры, выступления в дуэтах со скрипачами З. Брон, В. Ойстрах, Б. Корфкер.
В конце девяностых — регулярные концертные турне по городам Нидерландов в составе трио (Б. Корфкер — скрипка, К. Ямагучи — фортепиано, В. Хлоповский — гитара).
2000 год — возвращение в Москву.
С 2000 по 2005 — педагогическая деятельность в Российской Академии музыки им. Гнесиных.
С 2002 года — основание лейбла и студии «Rombida records». Создание ряда музыкальных альбомов (симбиоз классики, электроники и этники).
С 2005 по 2012 Хлоповский В. — учредитель студии постпродакшн «ROMBIDA», генеральный продюсер и композитор. Активно принимает участие в концертно — выставочной жизни Москвы, среди прочих — создание Реквиема и его исполнение на выставке DEISIS — Предстояние в Третьяковской Галерее.
С 2018 года по н.в. — продюсер и композитор студии звукозаписи и постпродакшн (киностудия Союзмультфильм).
С ноября 2022 года по н.в. — основатель Музыкальной гостиной Хлоповского.
В настоящее время Владимир Хлоповский, помимо концертной деятельности, пишет музыку для кино и в работе над сольным альбомом.

## Фильмография
- «День гнева» Прод. Манеева, реж. Конисевич — сериал
- «Отражение» Прод. Прокопенко, реж. Сердюковский — документальное кино
- «Круиз» Прод. Атамалибеков — сериал
- «Одна семья» Прод. Атамалибеков, Белошников, Широков — сериал
- «Возмездие» Прод. Атамалибеков — сериал
- «Кто я» Прод. Вайнштейн, реж. Шипенко — полнометражный фильм
- «Ночь бойца» Прод. Ховенко, реж. Глигоров — полнометражный фильм
- «Kornet Rouge», France, reg. Mardouchaev — фестив. короткометражный фильм

## Дискография
- 1997 — сольный альбом. Классическая гитара. Raicher Verlag, Germany
- 1998 — мировые хиты в переложении для гитары и симфонического оркестра, дириж. Mak Ka Lok, студия П. Кондрашина, published Hong Kong
- 2004 — музыкальная мистерия Requiem Deja vu Records
- 2004 — альбом «Солярис. И заменю печаль на радость»[8]
- 2006 — альбом «Механическая жизнь»
- 2007 — Italien Album
- 2009 — album «Voise of Lama»